# Смоленице
Смоленице (на словашки: Smolenice) е село в западна Словакия, в Търнавски край, в окръг Търнава. Според Статистическа служба на Словашката република към 31 декември 2024 г. селото има 3228 жители.
Разположено е на 224 m надморска височина, на 19 km северозападно от Търнава. Площта му е 28,97 km². Кмет на селото е Светлана Петровичова.